# Mora (Toledo)
Mora es un municipio y localidad española de la provincia de Toledo, en la comunidad autónoma de Castilla-La Mancha. El término municipal, ubicado en la comarca de La Mancha, tiene una población de 9930 habitantes (INE 2024).

## Toponimia
El término Mora podría derivarse del latín morvm, fruto del moral. Galmés de Fuentes indica que la raíz prerromana mor significa montón de piedras citando a Mora como ejemplo. Otra hipótesis menos aceptada es la que ofrece Jiménez de Gregorio indicando que es un étimo de maaurus, de origen mauritano o moro.

## Geografía
El municipio de Mora se encuentra en la provincia de Toledo, en la comunidad autónoma de Castilla-La Mancha, a unos 30 km al sur de la capital provincial, Toledo, y a 103 km de Madrid. Limita con los términos municipales de Villamuelas, Huerta de Valdecarábanos, Villanueva de Bogas,Tembleque, Turleque, Consuegra, Los Yébenes, Manzaneque, Orgaz y Mascaraque todos ellos en la provincia de Toledo.
| Noroeste: Mascaraque | Norte: Villamuelas | Nordeste: Huerta de Valdecarábanos    |
| Oeste: Orgaz         |                    | Este: Villanueva de Bogas y Tembleque |
| Suroeste: Manzaneque | Sur: Los Yébenes   | Sureste: Turleque y Consuegra         |

La extensión de su término municipal es de 168,57 km². La altitud del municipio es de aproximadamente 717 m sobre el nivel del mar, aunque la altitud varía bastante en las zonas cercanas a los Montes de Toledo. Mora se encuentra en una región predominantemente llana, propia de la submeseta sur, pero gran parte de su término municipal está cubierto por sierras, por lo que es mayormente montañoso.
Mora se encuentra en la comarca de la Mancha Alta de Toledo, según la Diputación de Toledo. De forma tradicional, pertenece a La Sisla.
Las sierras más importantes del municipio son la del Castillo, del Buey, de la Rabera, el Morejón y San Juan. Entre sus montes sobresalen el de la Virgen (802 m), el del Duque (712 m) y el Buey, que supera los 900 m de altitud.
Por su término discurren algunos arroyos de poca importancia como los de Prado Redondo o Yegros, afluentes del río Algodor, el cual traza un meandro desde el este hacia el norte del municipio. En su límite con Turleque se encuentra el embalse de Finisterre. 

## Historia
Aunque es probable su existencia en tiempos de los romanos, las primeras noticias históricas se refieren a su castillo (Castillo de Peñas Negras), que se rebeló contra Abderramán III y fue dominado personalmente por el propio califa en el año 927, siendo una fortaleza fronteriza de relativa importancia estratégica durante la Reconquista. En ella estuvo encerrado el duque Valentín, hijo de Alejandro VI, que se fugó por la torre sur tras dar muerte al alcaide.
Durante la revuelta de las Comunidades de Castilla, los morachos pelearon con denodado valor en el bando comunero de Toledo. Asediados por las tropas realistas, el 23 de abril de 1521, se refugiaron en la iglesia donde perecerían más de 3000 personas de todas las edades y sexos, tras ser esta incendiada por sus agresores.
Aparece descrita en el tomo once del Diccionario geográfico-estadístico-histórico de España y sus posesiones de Ultramar de Pascual Madoz de la siguiente manera:

MORA: l. con ayunt. en la prov. y dióces. de Toledo (5 leg.), part. ju. de Orgaz (4), aud. terr. de Madrid (14), c. g. de Castilla la Nueva. sit. en la vega que forman las cord. del Tajo; es de clima templado; reinan los vientos N. y E. y se padecen reumas y clorosis. Tiene 865 casas de tierra y cortas comodidades, en 32 calles anchas y desempedradas la mayor parte, y 3 plazas para la venta de comestibles y quincallería; hay casa de ayunt., cárcel, 2 escuelas dotadas con 8.300 rs. de los fondos públicos, a las que asisten 200 niños; otras 2 de niñas, sostenidas por retribución, en las que se educan la mitad; iglesia parroquial (Nuestra Señora de Altagracia) con curato de término y provisión de los condes de Mora, hoy condesa del Montijo: un oratorio San Eugenio que fue de Franciscos observantes, de patronato de los mismos condes; y en los afueras la ermita El Cristo de la Vera Cruz, en los arrabales para Toledo: Virgen de la Antigua, en la sierra donde principia la ord.; al E. en las mismas montañas, el famoso cast., ya ruinoso, que fue ant. prisión de Estado, y al N. el cementerio: se surte de aguas potables en los pozos públicos, que las tienen salobres y de mala calidad. Confina el term. por N. con el de Mascaraque; E., Tembleque y Villanueva de Bogas; S., Manzaneque y Consuegra; O., Orgaz; extendiéndose una leg. de N. a S., otra de E. a O., y comprende el desp. de San Marcos de Yegros, que fue de la Orden de Santiago, con su deh. de 12.000 fan. de cabida (V.), y otra deh. en los montes de Toledo. Le baña el riach. Algodor. El terreno es de secano, de mala calidad, trabajoso para el cultivo. Los caminos vecinales. El correo se recibe en Toledo por valijero 3 veces a la semana. prod.: cereales de todas clases, aceite y vino; se mantiene ganado mular, que es el preferido, lanar, y se cría poca caza. ind. y comercio: elaboración de esparto, 16 fáb. de jabón, 44 molinos de aceite, 4 harineros y 6 tahonas; hay 10 tiendas de géneros; se extrae el jabón, del que se hace mucho consumo en Madrid, y se celebra una feria el 15 de septiembre. pobl.: 4.278 vec., 5.091 alm. cap. prod.; en el que se comprende la deh. de Yegros 4.370.266 rs. imp.: 499.256. contr.: 74'48 por 100. presupuesto municipal: 54.292, del que se pagan 5.500 al secretario y se cubre con 39.874 por ingresos de propios, y el resto por repartimiento vecinal. Los vec. de esta v., coligados con los comuneros de Toledo, pelearon con denodado valor en las guerras de las comunidades: pero encerrados en la igl. el 23 de abril de 1521, fue esta incendiada por los realistas y perecieron en ella más de 3.000 personas de todas edades y sexos. En su cast. estuvo encerrado el duque Valentín, hijo de Alejandro VI, que se fugó, dando muerte al alcaide, por el torreón que mira al S. Es Mora población antigua: suena entre las que Ebn Abed, emir de Sevilla, dio en dote a su hija Zayda, que casó con Alfonso de Castilla. El mismo Alfonso, habiendo perdido su posesión, la adquirió por las armas, pues, figura entre sus numerosas conquistas, cuya relación encabezan la Crónica lusitana, Lucas de Tuy y otros historiadores, con la de Toledo. La reconquistaron los moros en 1150, y la dejaron bien guarnecida; pero en 1135 volvió a poder de los cristianos. En 18 de febrero de 1809, determinó Alburquerque atacar en Mora al general Dijon que la ocupaba con 500 a 600 dragones: advertidos los franceses por el fuego de las guerrillas españolas, evacuaron la v. y alcanzados camino de Toledo, perdieron 80 hombres, equipajes y el coche del general. Es Mora cab. de condado, por concesión del rey D. Felipe III, a D. Francisco de Rojas y Guevara. Hace por armas en escudo de oro; cinco estrellas azules, orlado de jaqueles azules y blancos.
(Madoz, 1848, pp. 579 y 790)

Entre 1879 y 1988 el municipio contó con una estación ferrocarril, perteneciente a la línea Madrid-Ciudad Real.

Vista aérea en 1928

En 1943 la Diputación provincial eligió mayoritariamente a su alcalde Antonio Partearroyo Fernández Cabrera para el cargo de procurador en Cortes en la I Legislatura de las Cortes Españolas (1943-1946), representando a los Municipios de esta provincia.

## Demografía
Cuenta con una población de 9930 habitantes (INE 2024).

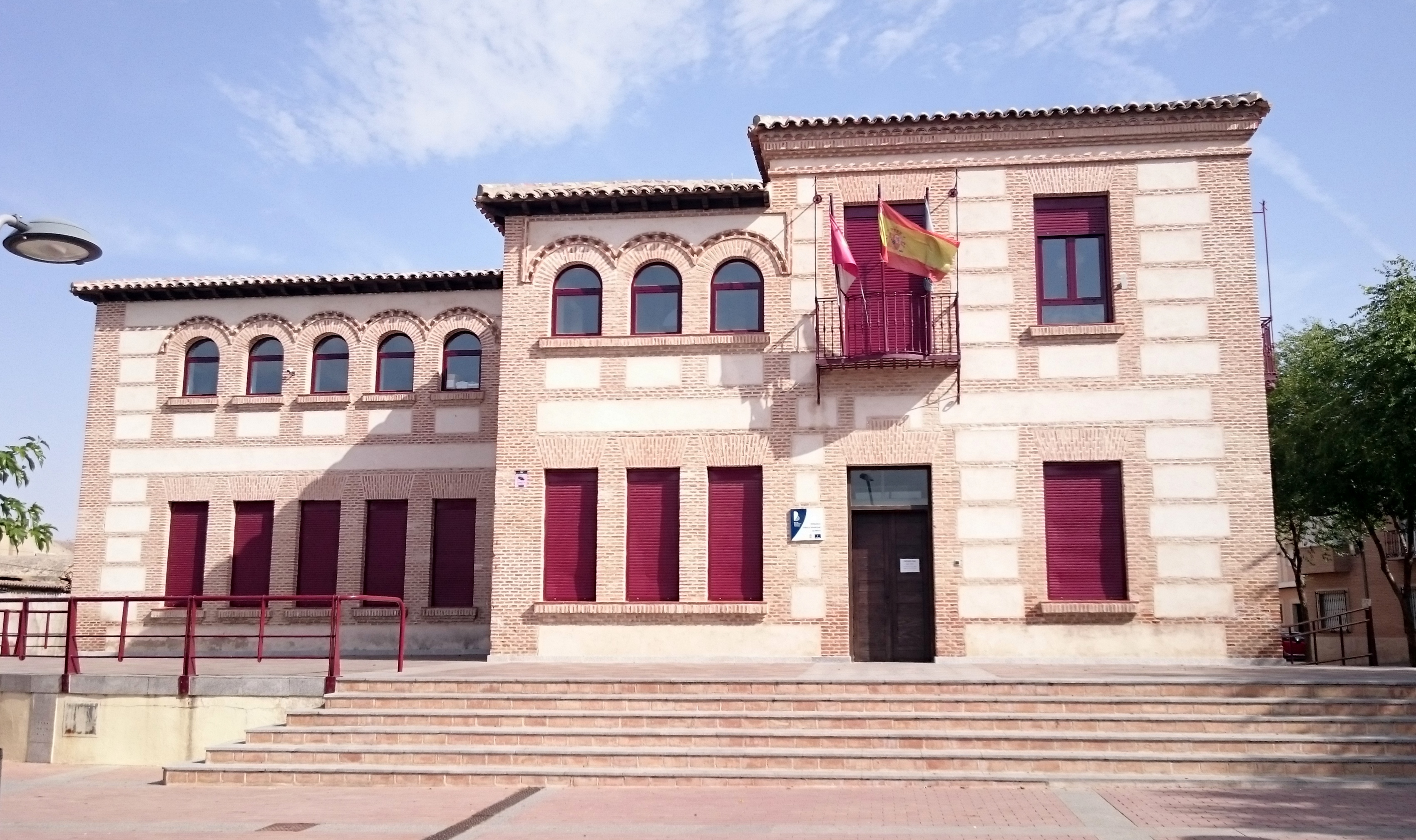
Biblioteca municipal

| Gráfica de evolución demográfica de Mora entre 1842 y 2021                                                            |
| |
| Población de derecho según los censos de población del INE. Población de hecho según los censos de población del INE. |

## Economía

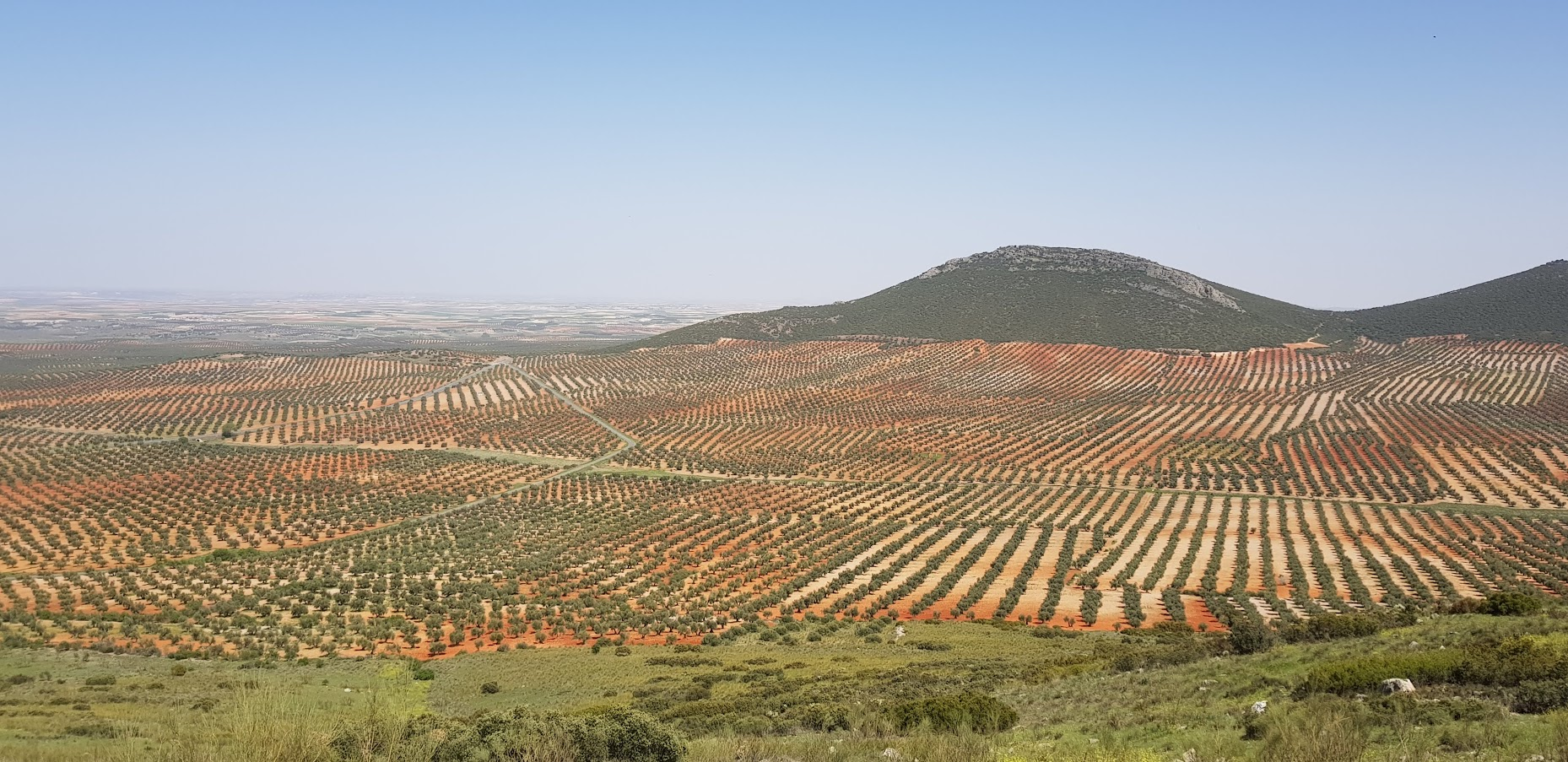
Campos de olivos

Su economía principal está basada en la agricultura, destacando sobre todo el cultivo de olivo. También tiene importancia el sector de la construcción. En comparación con otras ciudades de los alrededores, Mora destaca por su escaso desarrollo industrial. 
Mora se identifica con la cultura del olivo, repartido sobre los rojizos suelos de su término, labrándose una justa fama por la calidad de sus aceites además de un significativo comercio que atienda las necesidades del entorno. Precisamente, sus fiestas primaverales dedicadas a este viejo árbol mediterráneo se han consolidado como una de las más concurridas de la provincia. La antigua artesanía local basada en la construcción de romanas se ha perdido, trocándose por otras no menos singulares como son la elaboración de cencerros para el ganado o el tejido de alfombras.

## Administración y política
| Periodo   | Nombre                             | Partido | Partido       |
| --------- | ---------------------------------- | ------- | ------------- |
| 1979-1983 | Valentín Bravo Martín              |         | UCD           |
| 1983-1987 | Valentín Bravo Martín              |         | Independiente |
| 1987-1991 | Leocadio Martín Núñez              |         | PSOE          |
| 1991-1995 | Valentín Bravo Martín-Pintado      |         | PP            |
| 1995-1999 | Leocadio Martín Núñez              |         | PSOE          |
| 1999-2003 | Leocadio Martín Núñez              |         | PSOE          |
| 2003-2007 | Leocadio Martín Núñez              |         | PSOE          |
| 2007-2011 | José Manuel Villarrubia de la Rosa |         | PSOE          |
| 2011-2015 | Emilio Bravo Peña                  |         | PP            |
| 2015-2019 | Emilio Bravo Peña                  |         | PP            |
| 2019-2023 | Emilio Bravo Peña                  |         | PP            |
| 2023-act. | Emilio Bravo Peña                  |         | PP            |

## Cultura

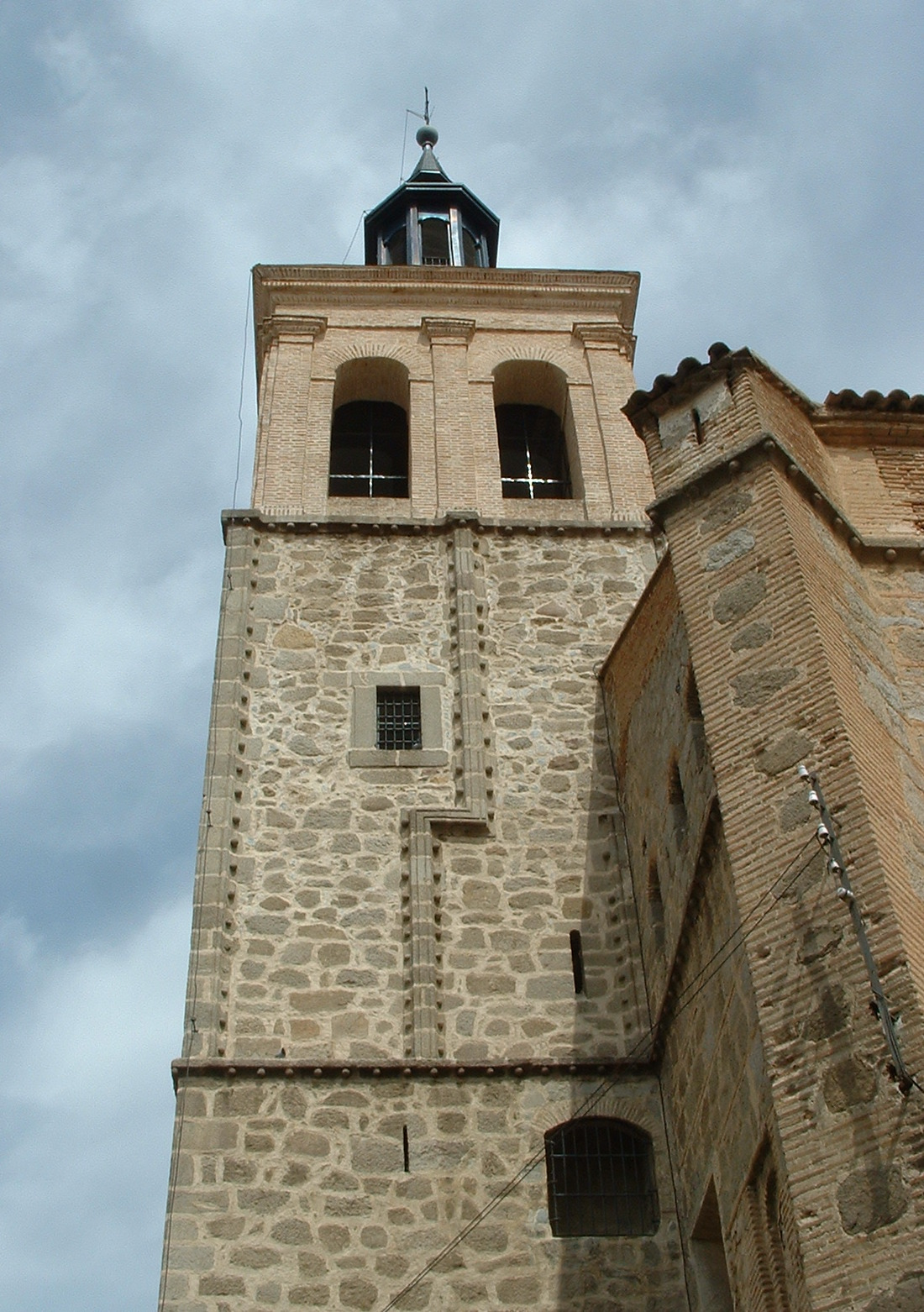
Iglesia de la Virgen de Altagracia

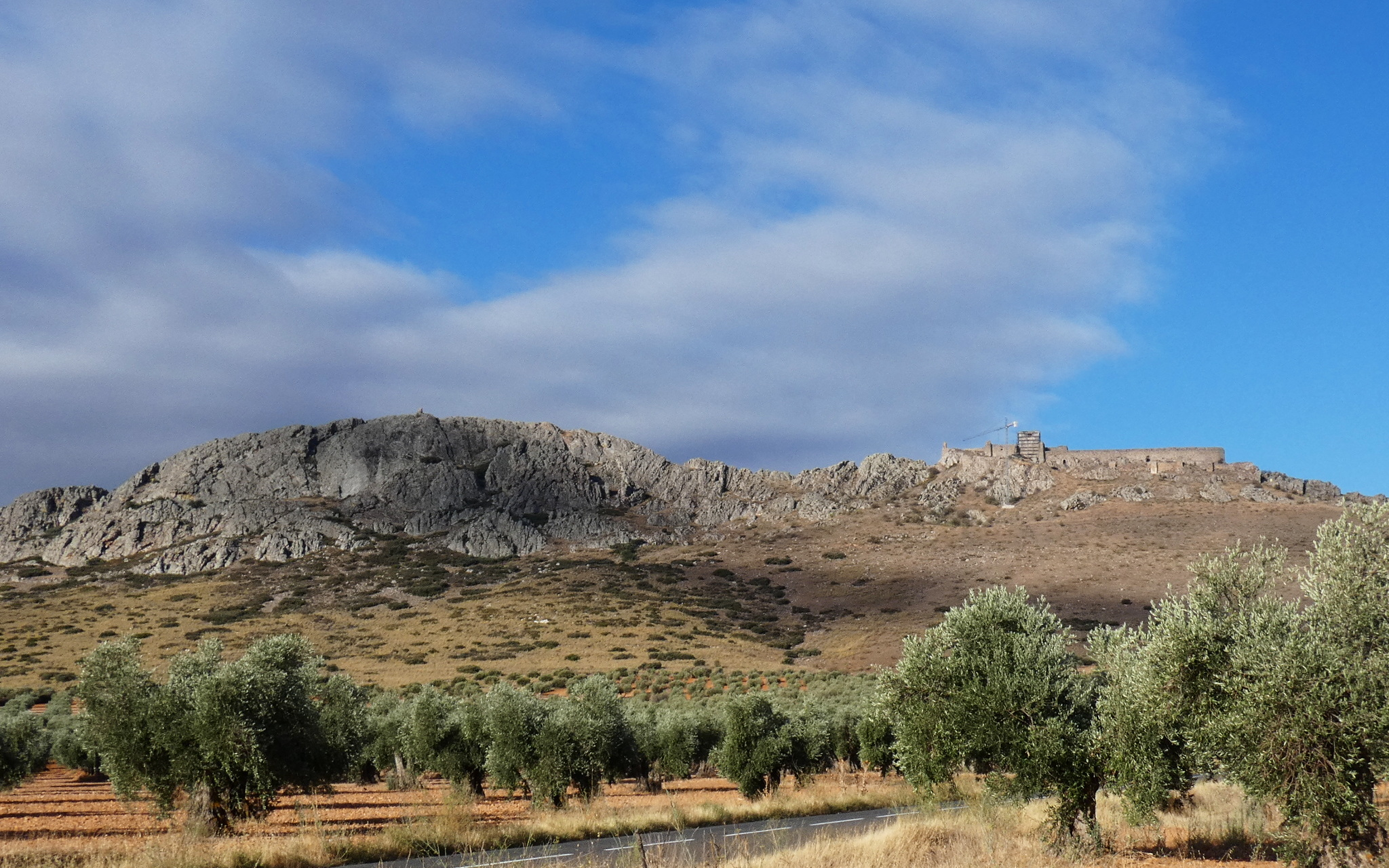
Castillo de Peñas Negras

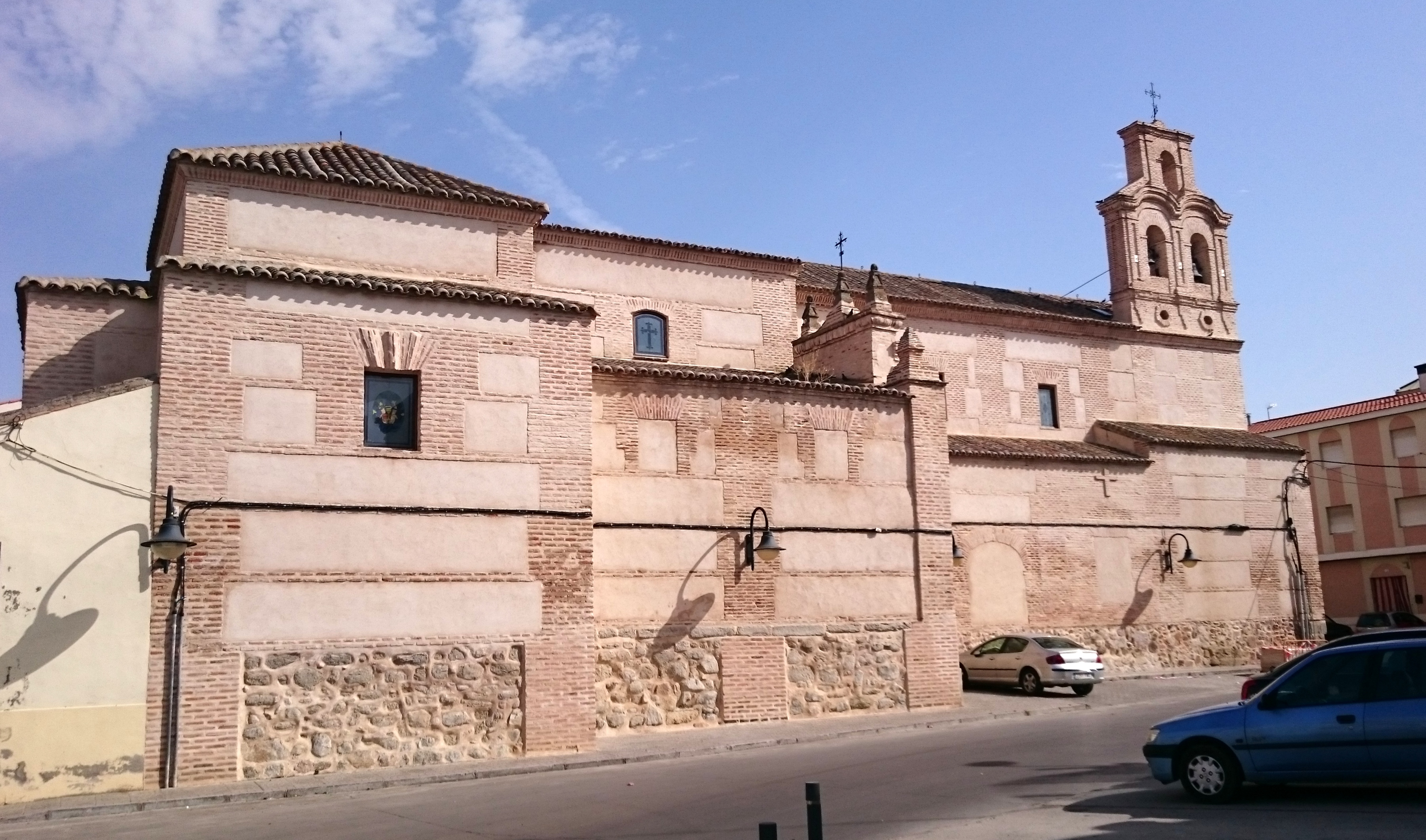
Convento de San Eugenio

### Patrimonio
- Casa consistorial: edificio singular de estilo neomudéjar, con adornos semitas en sus ventanas.
- Iglesia de Nuestra Señora de Altagracia, reconstruida en el siglo XVI tras los sucesos de 1521 durante la Guerra de las Comunidades.
- Castillo de Peñas Negras: edificado por los musulmanes en el siglo X.
- Edificio de Los Sueltos: de estilo barroco declarado bien de interés cultural.
- Ermita de Nuestra Señora de la Antigua.
- Ermita del Cristo de la Vera Cruz.
- La almazara de la Encomienda: museo etnológico.

### Fiestas
- Fiesta del Olivo: se celebra el último fin de semana de abril. Esta fiesta en honor a la recogida de aceitunas por los olivareros cuenta ya con 61 años de celebración, siendo de interés turístico. Destaca su desfile de carrozas y carros engalanados.
- Fin de semana anterior al Miércoles de ceniza: carnavales. Prohibidos durante la dictadura, han vuelto a surgir con la importancia que tuvo antaño.
- 26 de julio: Celebración día de Santa Ana, patrona de Mora. La Feria Chica, dedicada principalmente a mayores a quienes se rinde homenaje. En esta fecha se suele celebrar el festival Peñas Negras.
- Del 14 al 20 de septiembre: Feria de Septiembre o Feria Grande en honor al Cristo de la Vera-Cruz.
- Romería de Ntra. Sra. de la Antigua: en honor a la Virgen de la Antigua, se celebra el primer domingo de septiembre
- Certamen Nacional de Teatro Aficionado Villa de Mora en noviembre.
- Festival Internacional de Folklore Villa de Mora durante la primera semana de septiembre.
- Festival Castillo Peñas-Negras. Durante el mes de junio.

### Gastronomía
- Gazpacho moracho
- Queso manchego
- Gachas manchegas
- Migas manchegas
- Aceite de oliva

## Ciudades hermanadas
- Martos, España (1987)[14]